# Великий аятола
Великий аятола (араб. آية الله العظمى — шиїтський релігійний титул. Цей титул носять шиїтські улеми, які досягли великих висот в ісламському праві (фікгі) і методології (усуле), і мають право видавати фетви (шаріатські укладення з тих чи інших питань). Великий аятолла може носити титул марджа ат-таклід.
Титул «великого аятоли» носять Алі Хаменеї (Іран), Хусейн-Алі Монтазері (Іран), Садик Гусейні Ширазі (Іран), Макарем Ширазі (Іран), Юсеф Саанеі (Іран), Алі Сістані (Ірак) та низка інших релігійних діячів.